# The Tiger's Tail
Pour plus de détails, voir Fiche technique et Distribution.
The Tiger's Tail est un film britannico-irlandais réalisé par John Boorman, sorti en 2006.

## Synopsis
Dans les années 1990, Liam O'Leary est un entrepreneur à succès du bâtiment. Il vit à Dublin dans une magnifique demeure, avec sa femme Jane, qui n'est pas heureuse, et son fils plutôt rebelle, Connor. Un jour, sa vie se complique davantage quand le conseil municipal lui refuse la construction d'un stade. Il connait alors des problèmes financiers. De plus, Liam se rend compte qu'il semble avoir un Doppelgänger, un double qui utilise sa carte de crédit pour de gros achats. Pour comprendre cela, Liam va devoir replonger dans son passé et revoir d'anciens amis.

## Fiche technique
- Titre original : The Tiger's Tail
- Réalisation et scénario : John Boorman
- Costumes : Maeve Paterson
- Photographie : Seamus Deasy
- Montage : Ron Davis
- Musique : Stephen McKeon
- Production : John Boorman, John Buchanan et Kieran Corrigan

Coproducteur : John McDonnell
- Sociétés de production : Merlin Films, Fern Gully Tales, UK Film Council et Fís Éireann/Screen Ireland (en)
- Sociétés de distribution : Outsider Pictures (États-Unis)
- Budget : n/a
- Pays d'origine : Irlande, Royaume-Uni
- Format : Couleurs - 1,85:1 - Dolby - 35 mm
- Genre : comédie dramatique, thriller
- Durée : 107 minutes
- Dates de sortie[1] :
  -  Espagne : 26 septembre 2006 (festival international du film de Saint-Sébastien)
  -  Irlande : 10 novembre 2006
  -  Royaume-Uni : 8 juin 2007

## Distribution
- Brendan Gleeson : Liam O'Leary
- Kim Cattrall : Jane O'Leary
- Ciarán Hinds : le Père Andy
- Sinéad Cusack : Oona O'Leary
- Sean McGinley : Declan Murray
- Angeline Ball : Ursula
- Cathy Belton : Sally
- Denis Conway : Bertie Brennan
- Moira Deady : Maeve, la mère de Liam
- Ned Dennehy : Felim
- Michael FitzGerald : l'infirmier
- Brian Gleeson : Connor O'Leary
- David Herlihy : Paul
- John Kavanagh : Harry
- Michael McElhatton : Dr. Alex Loden
- Charlene McKenna : Samantha
- Conor Mullen : MC
- Martin Murphy : Garda #1
- Tom Vaughan-Lawlor : Larry Cooney

## Production
Le titre du film renvoie à l'expression « Tigre celtique », qui désigne l'Irlande pendant la période de forte croissance économique que le pays a connu entre les années 1990 et 2001-2002.
Brendan Gleeson retrouve John Boorman pour la 4e fois consécutive après Le Général (1998), Le Tailleur de Panama (2001) et In My Country (2004). Par ailleurs, dans le film, son fils est incarné par son véritable fils, Brian Gleeson.
Le tournage a lieu en janvier 2006. Il se déroule en Irlande : à Dublin (notamment Temple Bar), Brittas Bay (en) et dans les montagnes de Wicklow.

## Accueil
Sur l'agrégateur américain Rotten Tomatoes, The Tiger's Tail ne récolte que 14% d'opinions favorables pour 21 critiques et une note moyenne de 4,68⁄10.

## Distinctions
Source : Internet Movie Database

### Récompenses
- Irish Film and Television Awards 2007 : meilleure photographie et meilleure musique

### Nominations
- Festival international du film de Saint-Sébastien 2006 : compétition officielle
- Irish Film and Television Awards 2007 : meilleure actrice dans un second rôle pour Sinéad Cusack, meilleur réalisateur, meilleurs costumes, meilleurs maquillages et coiffures et meilleur son